# Khāneqāh (ort i Iran)
Khāneqāh (persiska: خانقاه) är en ort i Iran.   Den ligger i provinsen Ardabil, i den nordvästra delen av landet, 290 km nordväst om huvudstaden Teheran. Khāneqāh ligger 1 631 meter över havet och antalet invånare är 112.
Terrängen runt Khāneqāh är kuperad åt sydväst, men åt nordost är den bergig. Runt Khāneqāh är det ganska glesbefolkat, med 38 invånare per kvadratkilometer. Närmaste större samhälle är Kolowr, 14,3 km nordväst om Khāneqāh. Trakten runt Khāneqāh består i huvudsak av gräsmarker.